# Општина Сарикиој (Тулћа)
Сарикиој (рум. Sarichioi) општина је у Румунији у округу Тулћа.
Oпштина се налази на надморској висини од 6 m.